# Pennathur
Pennathur is een panchayatdorp in het district Vellore van de Indiase staat Tamil Nadu. 

## Demografie
Volgens de Indiase volkstelling van 2001 wonen er 8.014 mensen in Pennathur, waarvan 49% mannelijk en 51% vrouwelijk is. De plaats heeft een alfabetiseringsgraad van 68%. 